# لوئیز کلاوجو کاروالیو دا سیلوا

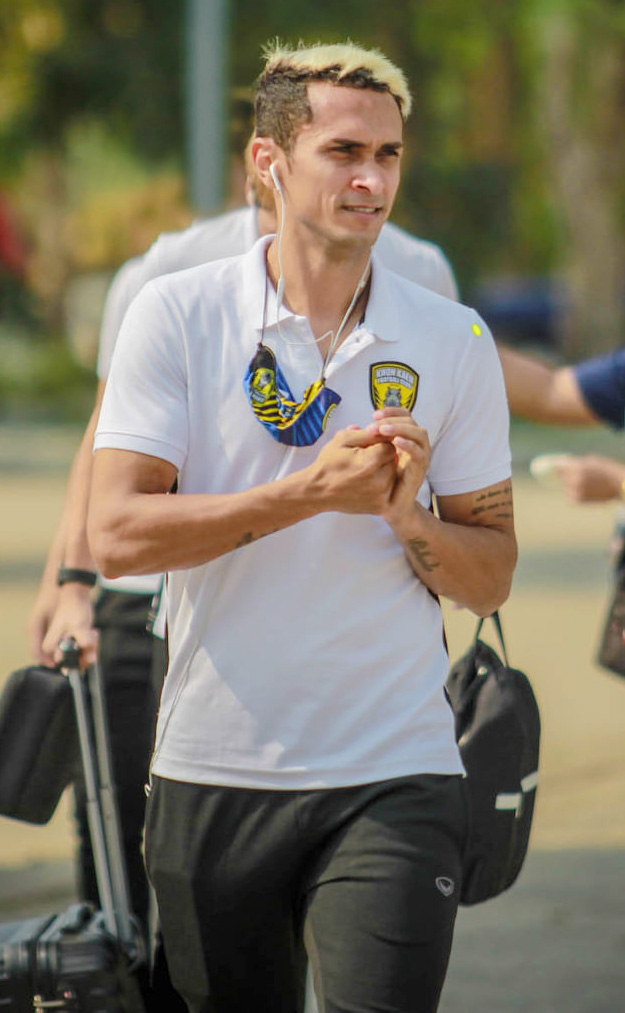
لوئیز کلاوجو کاروالیو دا سیلوا - ۲۰۲۱

لوئیز کلاوجو کاروالیو دا سیلوا (به پرتغالی: Luís Cláudio Carvalho da Silva) (پرتغالی برزیلی:[ˈklawdʒu]) مهاجم، هافبک اهل برزیل است که در شهر Jaguarari و در تاریخ ۲۷ مارس ۱۹۸۷ به دنیا آمده‌است.
لوئیز کلودیو کاروالیو دا سیلوا در تیم‌های فوتبال پالمیراس سابقهٔ حضور دارد.